# Kleines Laufenbachtal
Das Naturschutzgebiet Kleines Laufenbachtal liegt im Gebiet der Stadt Monschau. Es hat seinen Namen nach dem von Mützenich kommenden Kleinen Laufenbach, der beim Brauerei-Museum Felsenkeller in die Rur fließt.

## Schutzzweck
Ziel der Festsetzung als Naturschutzgebiet ist die Erhaltung und der Schutz der Lebensräume für viele nach der Roten Liste gefährdeter Pflanzen, Pilze und Tiere. Darüber hinaus dient die Maßnahme der Optimierung des Gebietes als naturnaher Biotopkomplex mit im Land gefährdeter Biotoptypen.
Hierbei sind besonders schützenswert die Röhrichtanpflanzunge, die naturnahen und unverbauten Bachabschnitte, die natürlichen und naturnahen, stehenden Gewässer, das Nass- und Feuchtgrünland, der Magergrünland sowie die natürlichen Felsbildungen. Dabei wird Wert gelegt auf die Erhaltung und Optimierung des Bachtales mit seinem Nass- und Magergrünland sowie den Kleingewässern und die Pflege des Biotopverbunds zum oberen Rurtal. Ferner sind die Erhaltung der natürlichen Felsbildungen als geomorphologische Besonderheit und ökologische Sonderstandorte sowie die Sicherung der klimatischen Ausgleichsfunktion als Frischluftzufuhr für die im Tal liegende Stadt Monschau von Bedeutung.